# Вана-Кастре
Ва́на-Ка́стре (ест. Vana-Kastre küla) — село в Естонії, у волості Кастре повіту Тартумаа.

## Населення
Чисельність населення на 31 грудня 2011 року становила 62 особи.

## Географія
Через населений пункт проходить автошлях 45 (Тарту — Ряпіна — Вярска). Від села починаються дороги 22260 (Вана-Кастре — Ройу) та 22270 (Вана-Кастре — Кастре — Винну). 

## Історія
До 24 жовтня 2017 року село входило до складу волості Мякса.